# 윤병희 (배우)
윤병희(1981년 12월 7일 ~ )은 대한민국의 배우이다.

## 학력
- 언주중학교 (졸업)
- 영동고등학교(졸업)
- 호서대학교  연극학 학사 (졸업)

## 드라마
- 2014년 OCN 《귀신 보는 형사 처용》 - 조사받는 남자 역
- 2014년 MBC 《앙큼한 돌싱녀》 - 오병수 역
- 2014년 SBS 《엔젤 아이즈》 - 축구부원 역
- 2014년 KBS2 《조선 총잡이》 - 상인 역
- 2016년 KBS 《천상의 약속》 - 배 팀장 역
- 2019년 SBS 《스토브리그》 - 양원섭 역
- 2018년 tvN 《미스터 션샤인》 - 김용주 역
- 2019년 Netflix 《킹덤》 - 화전민 역
- 2020년 tvN 《악의 꽃》 - 박경춘 역
- 2020년 tvN 《슬기로운 의사생활》 - 임신부의 남편 역
- 2021년 tvN 《빈센조》 - 남주성 역
- 2022년 Netflix 《지금 우리 학교는》 - 강진구 역 (체육교사)
- 2022년 tvN 《우리들의 블루스》 - 배 선장 역
- 2022년 tvN 《별똥별》 - 공태성이 참가한 해외자원봉사단의 간사 역 (특별출연)
- 2022년 ENA 《이상한 변호사 우영우》 - 배성철 역
- 2022년 tvN 《조선 정신과 의사 유세풍》 - 줄타기 왈패꾼 역 (특별출연)
- 2022년 SBS 《치얼업》 - 신내림 받은 테이아 졸업생 역 (특별출연)
- 2022년 Netflix 《글리치》 - 뉴비 역 (특별출연)
- 2022년 ENA 《사장님을 잠금해제》 - 정현호 역
- 2022년 tvN 《미씽: 그들이 있었다 2》 - 장기매매 브로커 역 (특별출연)
- 2023년 tvN 《이로운 사기》 - 우영기 역
- 2023년 KBS 《가슴이 뛴다》 - 이상해 역
- 2024년 JTBC 《낮과 밤이 다른 그녀》 - 주병덕 역
- 2024년 tvN 《O'PENing - 수령인》 - 김기태 역
- 2024년 Disney+ 《강남 비-사이드》 - 권 사장 역
- 2024년~2025년 JTBC 《옥씨부인전》 - 허순 역
- 2025년 ENA 《당신의 맛》 - 모연주의 단골 채소 가게 사장 역
- 2025년 tvN 《견우와 선녀》 - 꽃도령 역

## 영화
- (2024년) 《필사의 추격》 ... 낙지 역
- (2024년) 《그녀가 죽었다》 ... 이종학 역
- (2023년) 《소년들》 … 이 형사 역
- (2023년) 《천박사 퇴마 연구소: 설경의 비밀》 ... 화랭이 역
- (2023년) 《악마들》 - 요한 역
- (2022년) 《갓길로 달리는 코뿔소》 - 편의점 사장 역
- (2022년) 《범죄도시2》 - 휘발유 역
- (2021년) 《보이스》 - 보이스 2 역
- (2021년) 《새콤달콤》 - 환자 2 역
- (2021년) 《차인표》 - 사진작가 역
- (2020년) 《갓길로 달리는 코뿔소》 - 편의점 사장 역
- (2020년) 《내가 죽던 날》 - 세진 담당의 역
- (2020년) 《도굴》 - 박가 역
- (2020년) 《오케이마담》 - 북한조원1 역
- (2019년) 《나쁜 녀석들: 더 무비》 - 임춘호 역
- (2019년) 《힘을 내요, 미스터 리》 - 덕창 역
- (2019년) 《롱 리브 더 킹: 목포 영웅》 - 이 박사 역
- (2019년) 《블랙머니》 - 박승철 수사관 역
- (2018년) 《동네사람들》 - 칠성 역
- (2018년) 《국가부도의날》 - 김주임 역
- (2018년) 《물괴》 - 내관 1 역
- (2017년) 《범죄도시》 - 휘발유 역
- (2014년) 《역린》 - 똘마니 역
- (2010년) 《악마를보았다》 - 짱구 역
- (2010년) 《황해》 - 조선족 웨이터 역
- (2009년) 《7급 공무원》 - 해외팀 요원 역

## 수상 및 후보
| 연도 | 시상식                   | 부문        | 작품                    | 결과 |
| ---- | ------------------------ | ----------- | ----------------------- | ---- |
| 2022 | 제8회 에이판 스타 어워즈 | 남자 연기상 | 빈센조, 우리들의 블루스 | 수상 |